# Anthurium macphersonii
Anthurium macphersonii är en kallaväxtart som beskrevs av Thomas Bernard Croat och Oberle. Anthurium macphersonii ingår i släktet Anthurium och familjen kallaväxter. Inga underarter finns listade.